# Félix Cazot
Pour les articles homonymes, voir Cazot.
Félix Cazot, né le 6 avril 1790 à Orléans et mort le 24 décembre 1857 à Paris, est un pianiste, compositeur et pédagogue français.

## Biographie
Vrain-François-Félix Cazot naît le 6 avril 1790 à Orléans,. 
Il commence son apprentissage musical auprès de l'abbé Nicolas Roze, puis étudie au Conservatoire de Paris, où il est élève de Louis-Barthélémy Pradher en piano, Charles-Simon Catel en harmonie, François-Joseph Gossec et François-Joseph Fétis en composition,. 
Au sein de l'établissement, Cazot obtient un 1er prix de contrepoint et fugue en 1809 et un 1er prix de piano en 1811,. Cette dernière année, il est lauréat d'un premier second Prix de Rome avec sa cantate Ariane, paroles de Jacques Bins de Saint-Victor, derrière Hippolyte Chélard,. 

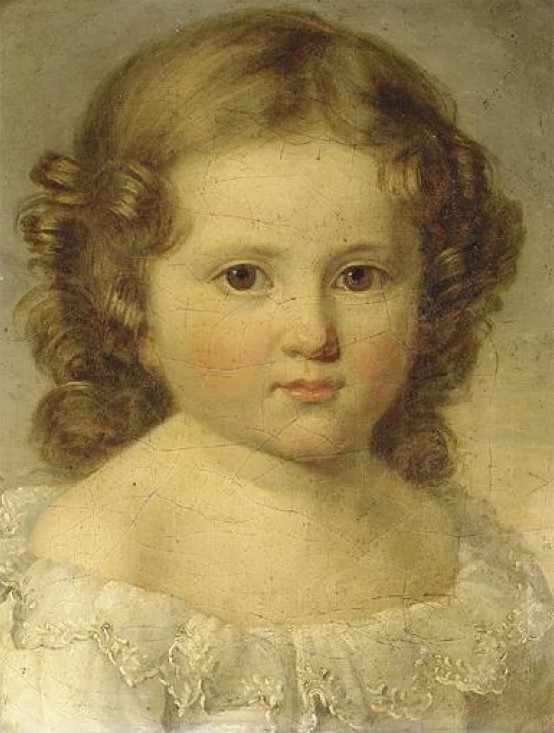
Portrait de Cécile, fille de Joséphine Armand et Cazot, par Auguste-François Laby

En 1812, il remporte un deuxième premier Prix de Rome, en compagnie de Ferdinand Hérold, pour sa cantate La Duchesse de La Vallière, sur un texte de Loeillard d'Avrigny,. Il refuse cependant d'être pensionnaire à la Villa Médicis et épouse en 1814 la chanteuse Joséphine Armand,. 
En 1816, le couple s'installe à Bruxelles, où Joséphine Armand est engagée au Théâtre royal. Félix Cazot donne des cours de piano.  
En 1826, tous deux reviennent à Paris, où Cazot fonde une école de piano et se consacre à l'enseignement durant plusieurs années. En 1844, il se retire à Amboise. 
Félix Cazot meurt le 24 décembre 1857 à Paris. Il est inhumé dans la division 12 du Cimetière de Montmartre. 
Comme compositeur, il est surtout l'auteur de pièces et d'ouvrages didactiques pour piano, notamment une réputée Méthode moderne et facile pour le piano-forte. 